# Francisco Franco (szobrász)
Francisco Franco (Francisco Franco de Sousa, Funchal, 1885. október 9. – Lisszabon, 1955. február 15.) a 20. századi portugál szobrászat egyik legkiemelkedőbb alakja, Henrique Franco festőművész öccse.

## Élete
Madeira szigetén született, de már tizenöt évesen Lisszabonba költözött, hogy a Királyi Művészeti Akadémián tanuljon. 1909-ben települt át Párizsba, ahonnan az első világháború kitörése után tért vissza szülőföldjére. 1919-ben ismét Párizsba költözött, majd rövid olaszországi út után 1926-ban másodszor is visszatért Madeirára. A Salazar-féle „Új Állam” megteremtése (1933) után másodszer is az anyaországba költözött, ahol a diktatúra korának ünnepelt, állami megrendelésekkel elhalmozott művészévé vált.

## Munkássága
Bár a képzőművészet egyéb ágaiba is belekóstolt, jelentőset szobrászként alkotott – fából, agyagból és kőből egyaránt. Első párizsi korszakában Auguste Rodin köréhez, majd a világháború után Pablo Picasso és Aristide Maillol művészcsoportjához csatlakozott. Második madeirai korszakában előszeretettel nyúlt vissza a római ókor formavilágához. Az 1930-as évektől alkotott köztéri szobrainak fő jellemzője a monumentalitásra törekvés. Ezek a művei bármily látványosak lettek is, alkotójuk a Salazar-rezsim kiszolgálójaként elszigetelődött a nemzetközi művészvilágban.

## Művei

### Funchalban megtekinthető köztéri munkái
- Első madeirai korszakából négy szobor:
  - Repülő (a kikötőben, a Lisszabon–Madeira távot 1921. március 22-én először átrepülő pilóta emlékére);
  - Könyörgő angyal (a São Martinho temetőben),
  - Torzó (ugyanitt; az 1916-os német tengeralattjáró támadás emlékére),
  - Dombormű (Terreiro da Lutában, az 1916-os német tengeralattjáró támadás emlékére),
  - João Zarco mellszobra Terreiro da Lutában.
- Második párizsi korszakából:
  - Magvető (a Szent Katalin parkban).
- Második madeirai korszakából:
  - João Gonçalves Zarco szobra Funchal főutcáján, az Avenida Arriagán.

## Összegyűjtött munkái
A Franco-testvérek életét és művészetét külön nekik szentelt múzeum – Museu Henrique e Francisco Franco – mutatja be Funchalban.